# Cayo Simea
Cayo Simea es el nombre que recibe una isla en el Mar Caribe o Mar de las antillas que pertenece al país suramericano de Venezuela. Se trata de un espacio protegido como parte del parque nacional Archipiélago de Los Roques. Administrativamente hace parte del Territorio Insular Miranda, dentro de las Dependencias Federales de Venezuela.
Se localiza al norte de Cayo Cuchillo, al sureste de Esparquí, al suroeste de Cayo Sardina y al noreste de la Ensenada de los Corales.